# غاريقون شمالي
غاريقون شمالي (الاسم العلمي: Agaricus borealis) هو نوع من الفطريات يتبع جنس الغاريقون من فصيلة الغاريقونية.